# Dueville
Dueville é uma comuna italiana da região do Vêneto, província de Vicenza, com cerca de 13.080 habitantes. Estende-se por uma área de 20 km², tendo uma densidade populacional de 654 hab/km². Faz fronteira com Caldogno, Montecchio Precalcino, Monticello Conte Otto, Sandrigo, Vicenza, Villaverla.

## Demografia
| Variação demográfica do município entre 1861 e 2011                               |
|                                                                                   |
| Fonte: Istituto Nazionale di Statistica (ISTAT) - Elaboração gráfica da Wikipedia |